# Романа Теджакусума
Романа Теджакусума (нар. 24 липня 1976) — колишня індонезійська тенісистка.
Найвищу одиночну позицію світового рейтингу — 82 місце досягла 4 квітня 1994, парну — 114 місце — 20 лютого 1995 року.
Здобула 6 одиночних та 1 парний титул.
Найвищим досягненням на турнірах Великого шолома було 3 коло в одиночному розряді.
Завершила кар'єру 2013 року.

## Фінали турнірів WTA
| Легенда                           | Легенда |
| --------------------------------- | ------- |
| Великий шлем                      |         |
| Tier I (0)                        |         |
| Tier II ()                        |         |
| Tier III (0)                      |         |
| Турніри IV-ї та V-ї категорій (1) |         |

### Парний розряд: 1 (1 перемога)
| Результат | Дата              | Турнір             | Покриття | Партнерка  | Суперниці                 | Рахунок |
| --------- | ----------------- | ------------------ | -------- | ---------- | ------------------------- | ------- |
| Перемога  | 13 листопада 1994 | Сурабая, Індонезія | Тверде   | Яюк Басукі | Кього Нагацука Ай Суґіяма | w/o     |

## Фінали ITF

### Одиночний розряд: 14 (6–8)
| Легенда          |
| ---------------- |
| турніри $100,000 |
| турніри $75,000  |
| турніри $50,000  |
| турніри $25,000  |
| турніри $10,000  |

| Результат | Ранг | Дата     | Турнір                    | Покриття   | Суперниця                     | Рахунок                 |
| --------- | ---- | -------- | ------------------------- | ---------- | ----------------------------- | ----------------------- |
| Перемога  | 1.   | Лют 1993 | ITF Бандар, Бруней        | Тверде     | Сувімол Дуанчань              | 6–1, 6–2                |
| Перемога  | 2.   | Лют 1993 | ITF Бандунґ, Індонезія    | Тверде     | Кукі Мадока                   | 6–2, 6–0                |
| Перемога  | 3.   | Бер 1993 | ITF Бангкок, Таїланд      | Тверде     | Ніколь Пратт                  | 6–3, 6–2                |
| Поразка   | 1.   | Жов 1993 | ITF Джакарта, Індонезія   | Тверде     | Тесса Прайс                   | 6–7, 2–6                |
| Поразка   | 2.   | Лис 1993 | ITF Сінгапур              | Тверде     | Крістін Годрідж               | 6–4, 4–6, 4–6           |
| Поразка   | 3.   | Жов 2000 | ITF Джакарта, Індонезія   | Тверде     | Чхе Кйон І                    | 5–4(9–7), 4–1, 1–4, 4–1 |
| Перемога  | 4.   | Лис 2000 | ITF Бандунґ, Індонезія    | Тверде     | Chae Kyung-yee                | 2–4, 5–5, 4–2, 4–5, 4–1 |
| Поразка   | 4.   | Лис 2000 | ITF Маніла, Філіппіни     | Тверде     | Міхо Саекі                    | 0–4, 0–4                |
| Перемога  | 5.   | Лип 2001 | ITF Amsterdam, Нідерланди | Ґрунт      | Ілона Вишневська              | 3–6, 6–4, 7–6(9–7)      |
| Поразка   | 5.   | Лип 2001 | ITF Сецце, Італія         | Ґрунт      | Юлія Бейгельзимер             | 2–6, 3–6                |
| Поразка   | 6.   | Тра 2005 | ITF Таракан, Індонезія    | Тверде (i) | Вінне Пракуся                 | 4–6, 2–6                |
| Перемога  | 6.   | Лис 2006 | ITF Джакарта, Індонезія   | Тверде     | Аю Фані Дамаянті              | 6–2, 6–1                |
| Поразка   | 7.   | Сер 2008 | ITF Ферсмольд, Німеччина  | Ґрунт      | Евеліна Майр                  | 7–5, 4–6, 3–6           |
| Поразка   | 8.   | Бер 2011 | ITF Поса-Ріка, Мексика    | Тверде     | Марія Фернанда Альварес Теран | 3–6, 4–6                |

### Парний розряд: 30 (19–11)
| Результат | Ранг | Дата             | Турнір                    | Покриття   | Партнерка           | Суперниці                             | Рахунок             |
| --------- | ---- | ---------------- | ------------------------- | ---------- | ------------------- | ------------------------------------- | ------------------- |
| Поразка   | 1.   | 1 червня 1992    | ITF Сеул, Південна Корея  | Ґрунт      | Сузанна Вібово      | Кім Іль Сун Лі Чон Мьон               | 3–6, 3–6            |
| Поразка   | 2.   | 8 червня 1992    | ITF Сеул, Південна Корея  | Тверде     | Сузанна Вібово      | Кім Іль Сун Лі Чон Мьон               | 3–6, 4–6            |
| Перемога  | 1.   | 1 лютого 1993    | ITF Бандар, Бруней        | Тверде     | Сузанна Вібово      | Сенді Шуріфонґ Тамарін Танасугарн     | 6–3, 6–1            |
| Поразка   | 3.   | 8 лютого 1993    | ITF Соло, Індонезія       | Тверде     | Наталія Соетрісно   | Кім Іль Сун Kim Soon-mi               | 3–6, 2–6            |
| Перемога  | 2.   | 15 лютого 1993   | ITF Бандунґ, Індонезія    | Тверде     | Наталія Соетрісно   | Park Ka-young Seo Hye-jin             | 6–2, 6–1            |
| Поразка   | 4.   | 5 грудня 1993    | ITF Сінгапур              | Тверде     | Наталія Соетрісно   | Франческа Ла'О Evangelina Olivarez    | w/o                 |
| Поразка   | 5.   | 8 січня 2001     | ITF Таллахассі, США       | Тверде     | Джйотсна Васішт     | Маріель Гоґланд Анаушка ван Ексел     | 6–7, 2–6            |
| Поразка   | 6.   | 2 липня 2001     | ITF Амстердам, Нідерланди | Ґрунт      | Ремі Тедзука        | Марезе Жубер Андреа ван ден Гурк      | 2–6, 2–6            |
| Перемога  | 3.   | 13 серпня 2001   | Нонтхабурі, Таїланд       | Тверде     | Анжелік Віджайя     | Kim Jin-hee Чхе Кйон І                | 4–6, 6–3, 7–5       |
| Перемога  | 4.   | 11 квітня 2005   | Хвар, Хорватія            | Ґрунт      | Вінне Пракуся       | Луціє Кріґсманнова Даріна Седенкова   | 1–6, 6–0, 6–3       |
| Перемога  | 5.   | 3 травня 2005    | Таракан, Індонезія        | Тверде (i) | Вінне Пракуся       | Мая Роса Ені Сулістьоваті             | 7–5, 6–2            |
| Перемога  | 6.   | 16 травня 2005   | Хошимін, В'єтнам          | Тверде     | Вінне Пракуся       | Акгуль Аманмурадова Напапорн Тонгсалі | 6–4, 6–0            |
| Перемога  | 7.   | 19 липня 2005    | Евансвілл, США            | Тверде     | Вінне Пракуся       | Крісті Міллер Крістіан Тара           | 6–0, 6–1            |
| Перемога  | 8.   | 26 липня 2005    | Сент-Джозеф, США          | Тверде     | Вінне Пракуся       | Лорен Барніков Ракел Атаво            | 6–2, 6–3            |
| Поразка   | 7.   | 20 вересня 2005  | Альбукерке, США           | Тверде     | Напапорн Тонгсалі   | Джулія Дітті Мілагрос Секера          | 3–6, 7–6, 6–7       |
| Поразка   | 8.   | 28 березня 2006  | Гаммонд, США              | Тверде     | Акгуль Аманмурадова | Тетяна Лужанська Чжань Цзіньвей       | 1–6, 3–6            |
| Перемога  | 9.   | 9 квітня 2006    | Пелам, США                | Ґрунт      | Лужанська Тетяна    | Тіффані Дабек Шанелль Схеперс         | 6–4, 6–1            |
| Перемога  | 10.  | 7 листопада 2006 | Джакарта, Індонезія       | Тверде     | Анжелік Віджайя     | Kim Hea-mi Таґуті Кейко               | w/o                 |
| Перемога  | 11.  | 6 травня 2007    | Інчхон, Південна Корея    | Тверде     | Лужанська Тетяна    | Лі Чін А Ю Мі                         | 6–1, 6–4            |
| Поразка   | 9.   | 7 травня 2007    | Кімчхон, Південна Корея   | Тверде     | Лужанська Тетяна    | Чжань Цзіньвей Сє Шувей               | 5–7, 4–6            |
| Поразка   | 10.  | 7 травня 2007    | Чханвон, Південна Корея   | Тверде     | Напапорн Тонгсалі   | Чжань Цзіньвей Као Шао-юань           | 4–6, 4–6            |
| Перемога  | 12.  | 26 травня 2008   | Карсон, США               | Тверде     | Сторі Твіді-Єйтс    | Кімберлі Кутс Анна Татішвілі          | 7–6(12), 4–6 [10–7] |
| Перемога  | 13.  | 10 Сер 2008      | Гехінген, Німеччина       | Ґрунт      | Яюк Басукі          | Кармен Клашка Дарія Юрак              | 2–6, 6–2 [10–6]     |
| Поразка   | 11.  | 19 жовтня 2008   | Лоренсвілл, США           | Тверде     | Басукі Яюк          | Джулія Дітті Карлі Галліксон          | 6–3, 4–6 [10–12]    |
| Перемога  | 14.  | 25 жовтня 2008   | Огаста, США               | Тверде     | Басукі Яюк          | Майлен Ору Роксане Вайзенберг         | 6–3, 4–6, [10–5]    |
| Перемога  | 15.  | 4 травня 2009    | Балікпапан, Індонезія     | Тверде     | Басукі Яюк          | Чжан Лін Емілі Веблі-Сміт             | 6–3, 6–3            |
| Перемога  | 16.  | 31 травня 2009   | Коян, Південна Корея      | Тверде     | Басукі Яюк          | Сунь Шеннань Лу Цзінцзін              | 6–7(5), 6–3, [10–8] |
| Перемога  | 17.  | 2 червня 2009    | ITF Кімхе, Південна Корея | Тверде     | Басукі Яюк          | Лян Чень Сунь Шеннань                 | 7–5, 6–1            |
| Перемога  | 18.  | 2 листопада 2009 | ITF Кучинг, Малайзія      | Тверде     | Лавінія Тананта     | Хан Сон Хі Kang Seo-kyung             | 6–2, 7–5            |
| Перемога  | 19.  | 14 березня 2011  | ITF Метепек, Мексика      | Тверде     | Суріна Де Беер      | Надя Абдала Віржині Аяссамі           | 6–2, 6–4            |